# 俄罗斯陆军第127摩托化步兵师
第127摩托化库图佐夫勋章步兵师（俄语：127-я мотострелковая ордена Кутузова дивизия）是俄罗斯陆军的一個师，駐守於俄罗斯滨海边疆区謝爾蓋耶夫卡。2018年，在原第59獨立摩托化旅的基礎上加入第70獨立近衛摩托化步兵旅，成立第127摩托化步兵師。該部隊曾多次改組，曾以第66步兵師的名義參與第二次世界大战，亦投入2022年俄羅斯入侵烏克蘭。

## 成立與二戰
1932年5月13日，第2集體農場步兵師於烏蘇里斯克州什帕科夫斯科耶區盧特科夫卡-梅德維茨科耶村莊成立，隸屬於远东军区。1936年5月21日，改為第66步兵師。
1945年5月，歸屬在遠東地區的第35集团军旗下。同年8月，跟隨遠東第1方面軍參加八月風暴行動，8月9日作為第35集團軍的部隊推進了12公里，並強渡松阿察河，在乌苏里江流域的和屯斯基（俄语：Хотунского）、密山、波格拉尼奇内和杜寧斯基（俄语：Пограничного）戰鬥，先後奪取了密山、吉林、延吉與哈尔滨。由於在戰鬥中的英勇表現，第66步兵師於1945年9月19日被授予二級库图佐夫勋章，該師的人員還獲得了3枚蘇聯英雄獎章、1266枚獎項和2838枚勳章。

## 二戰後
1945年11月29日改組為第2坦克師，但於1957年再次更名為第32坦克師，並於1965年更名為第66坦克師。1970年3月30日，該師更名為第277摩托化步兵師。
1981年5月，師部遷至謝爾蓋耶夫卡。1990年6月1日，重組為第127機槍砲兵師。第702摩托化步兵團被解散，並由第114機槍砲兵團取代。下轄第114和第130機槍砲兵團、第314摩托化步槍團、第218坦克團、第872砲兵團和第1172防空火箭團。
2008年，該師在新任指揮官謝爾蓋·雷日科夫（Sergey Ryzhkov）的領導下，用戰備程度較高的部隊取代了部分原部隊。一個團來自謝爾蓋耶夫卡，兩個常備團從兴凯湖西岸的卡門-雷博洛夫和乌苏里斯克抵達。 這些變化使該師成為摩托化步兵編隊，儘管名義上仍然是靜態防禦編組。 
2009年，作為俄罗斯军事改革的一部分，該師主體改組為駐守在謝爾蓋耶夫卡第的第59獨立摩托化步兵旅。此外，該師第218坦克團也改為第60獨立摩托化步兵旅，駐守於利波夫齐。兩者皆配備BMP系列坦克。
2013年，第59獨立摩托化步兵旅參與了2013年中俄洪水的救災行動。

## 第127摩托化步兵師
根據《红星报》 的文章顯示，第59摩托化步兵旅與第60摩托化步兵旅於2018年12月1日合併成立步兵師，且在2019年3月開始戰鬥訓練。該師的部队代号是44980。
2022年，該部隊開始投入2022年俄羅斯入侵烏克蘭，並參與2023年烏克蘭反攻等戰事。戰爭期間，據報該師下屬單位第872自走砲團團長費奧多爾·索洛維約夫（俄语：Федор Соловьев）中校於顿涅茨克州陣亡，告別儀式於2022年4月12日在家鄉奔薩州小謝爾多巴區楚納基村舉行。

## 編制
- 師部，代號44980（駐謝爾蓋耶夫卡（俄语：Сергеевка (Пограничный район)））
- 第114近衛摩托化步兵團，代號24776（駐乌苏里斯克）
- 第143摩托化步兵團，代號21634（駐謝爾蓋耶夫卡）
- 第394摩托化步兵團，代號25573（駐謝爾蓋耶夫卡）
- 第218坦克團，代號82588（駐利波夫齐）
- 第872自走砲團，代號75234（駐謝爾蓋耶夫卡）
- 第1171防空導彈團，代號65484（駐乌苏里斯克）
- 第77獨立偵查營
- 第243獨立工兵營，代號93580
- 第79獨立維修和復原營，代號98655（利波夫齐）
- 第928獨立通訊營，代號14241
- 第42獨立醫療營
- 第1139獨立後勤營

## 外部連結
- Feskov, V.I.; Golikov, V.I.; Kalashnikov, K.A.; Slugin, S.A.  [The Armed Forces of the USSR after World War II: From the Red Army to the Soviet: Part 1 Land Forces]. Tomsk: Scientific and Technical Literature Publishing. 2013. ISBN 9785895035306 （Russian）.
- Michael Holm, 2nd Tank Division （页面存档备份，存于）